# Yokoshibahikari
Yokoshibahikari (jap. 横芝光町 Yokoshibahikari-machi) – miasto w Japonii, na wyspie Honsiu, w prefekturze Chiba. Według danych na rok 2020 miejscowość zamieszkiwało 22 075 mieszkańców , a gęstość zaludnienia wyniosła 329,4 os./km².